# Natação nos Jogos Pan-Americanos de 2003 - 100 m costas feminino
O evento dos 100 m costas feminino nos Jogos Pan-Americanos de 2003 foi realizado em 14 de agosto de 2003.
Nesta prova, Gisela Morales ganhou a primeira medalha do seu país na natação na história dos Jogos Pan-Americanos.

## Medalhistas
| Ouro   | USA Diana MacManus  |
| Prata  | USA Courtney Shealy |
| Bronze | GUA Gisela Morales  |

## Recordes
| Recorde mundial       | Natalie Coughlin (USA) | 59.58   | 13 de agosto de 2002 | Fort Lauderdale |
| Recorde pan-americano | Barbara Bedford (USA)  | 1:01.71 | 14 de março de 1995  | Mar del Plata   |

## Resultados
| Posição | Nadador                 | Eliminatórias | Eliminatórias | Final   |
| Posição | Nadador                 | Tempo         | Posição       | Tempo   |
| ------- | ----------------------- | ------------- | ------------- | ------- |
| 1       | Diana MacManus (USA)    | 1:04.28       | 2             | 1:02.50 |
| 2       | Courtney Shealy (USA)   | 1:02.79       | 1             | 1:02.74 |
| 3       | Gisela Morales (GUA)    | 1:04.50       | 3             | 1:04.56 |
| 4       | Danielle de Alba (MEX)  | 1:04.79       | 4             | 1:04.91 |
| 5       | Serrana Fernández (URU) | 1:05.42       | 6             | 1:05.15 |
| 6       | Kiera Aitken (BER)      | 1:04.98       | 5             | 1:06.03 |
| 7       | Paula Baracho (BRA)     | 1:06.27       | 7             | 1:06.22 |
| 8       | Talita Ribeiro (BRA)    | 1:06.68       | 8             | 1:06.39 |
|         |                         |               |               |         |
| 9       | Emily Busquets (PUR)    | 1:06.99       | 9             | 1:06.61 |
| 10      | Valeria Silva (PER)     | 1:07.83       | 12            | 1:07.43 |
| 11      | Gretchen Gotay (PUR)    | 1:07.95       | 13            | 1:08.15 |
| 12      | Silvie Ketelaars (AHO)  | 1:09.18       | 15            | 1:08.76 |
| 13      | Fatima Valderrama (PER) | 1:07.74       | 11            | 1:08.80 |
| 14      | Marianella Marín (CRC)  | 1:09.24       | 16            | 1:08.98 |
| 15      | Ayeisha Collymore (TRI) | 1:09.39       | 17            | 1:09.66 |
| 16      | Diana Caceres (ECU)     | 1:09.75       | 18            | 1:10.39 |
|         |                         |               |               |         |
| --      | Carolina Rivera (VEN)   | 1:07.20       | 10            | riscada |
| --      | María Costanzo (PAR)    | 1:08.49       | 14            | riscada |
| 19      | Laura Rodríguez (DOM)   | 1:10.05       | 19            |         |
| 20      | Alana Dilette (BAH)     | 1:10.07       | 20            |         |